# Stefan Luitz
Stefan Luitz (26 maart 1992) is een Duits alpineskiër. Hij vertegenwoordigde zijn vaderland op de Olympische Winterspelen 2014 in Sotsji.

## Carrière
Luitz maakte zijn wereldbekerdebuut in januari 2011 tijdens de reuzenslalom in Adelboden. Op de wereldkampioenschappen alpineskiën 2011 in Garmisch-Partenkirchen eindigde hij als 29e op de reuzenslalom, op de slalom bereikte hij de finish niet. In februari 2012 scoorde de Duitser in Crans Montana zijn eerste wereldbekerpunten. Op 9 december 2012 eindigde Luitz voor een eerste keer op het podium van een wereldbekerwedstrijd: op de reuzenslalom van Val-d'Isère eindigde hij op een tweede plaats nadat hij in de eerste manche op plaats vijfentwintig was geëindigd. In Schladming nam hij deel aan de wereldkampioenschappen alpineskiën 2013. Op dit toernooi eindigde hij als 21e op de slalom, op de reuzenslalom werd hij gediskwalificeerd. Samen met Lena Dürr, Maria Höfl-Riesch, Veronique Hronek, Fritz Dopfer en Felix Neureuther behaalde hij de bronzen medaille in de landenwedstrijd. Tijdens de Olympische Winterspelen van 2014 in Sotsji werd de Duitser gediskwalificeerd op de reuzenslalom, op de slalom wist hij niet te finishen.
Op de wereldkampioenschappen alpineskiën 2015 in Beaver Creek eindigde Luitz als twintigste op de reuzenslalom. In Sankt Moritz nam hij deel aan de wereldkampioenschappen alpineskiën 2017. Op dit toernooi eindigde hij als veertiende op de reuzenslalom en als 28e op de slalom, in de landenwedstrijd eindigde hij samen met Lena Dürr, Christina Geiger en Felix Neureuther op de negende plaats.
Op 2 december 2018 boekte de Duitser in Beaver Creek zijn eerste wereldbekerzege. Doordat hij tussen de eerste en tweede run gebruik had gemaakt van een zuurstofmasker, werd hij gediskwalificeerd en verloor hij zo de overwinning.

## Resultaten

### Olympische Spelen
| Jaar | Plaats | Resultaten                    |
| ---- | ------ | ----------------------------- |
| 2014 | Sotsji | DSQ1 Reuzenslalom DNF2 Slalom |

### Wereldkampioenschappen
| Jaar | Plaats                 | Resultaten                                       |
| ---- | ---------------------- | ------------------------------------------------ |
| 2011 | Garmisch-Partenkirchen | 29e Reuzenslalom DNF1 Slalom                     |
| 2013 | Schladming             | 21e Slalom · DSQ1 Reuzenslalom · Landenwedstrijd |
| 2015 | Beaver Creek           | 20e Reuzenslalom                                 |
| 2017 | Sankt Moritz           | 14e Reuzenslalom 28e Slalom 9e Landenwedstrijd   |
| 2019 | Åre                    | DNF1 Reuzenslalom                                |

### Wereldbeker
Eindklasseringen
| Seizoen   | Algm | SL  | RS  | PAR   |
| --------- | ---- | --- | --- | ----- |
| 2011/2012 | 147e | -   | 50e |       |
| 2012/2013 | 65e  | -   | 20e |       |
| 2013/2014 | 47e  | -   | 13e |       |
| 2014/2015 | 68e  | -   | 20e |       |
| 2015/2016 | 38e  | 45e | 9e  |       |
| 2016/2017 | 23e  | 33e | 7e  |       |
| 2017/2018 | 50e  | -   | 13e |       |
| 2018/2019 | 42e  | -   | 11e |       |
| 2019/2020 | 50e  | -   | 22e | Brons |